# Resinomycena
Resinomycena — рід грибів родини Mycenaceae. Назва вперше опублікована 1981 року.

## Будова
Resinomycena — рід крихітних пластинчатих грибів, білого чи ледь жовтуватого кольору. Сапротрофні, колонізують подрібнені частини сушняка, гнилі рештки рослин. Шапинки нагадують гриби родів Mycena, Marasmius чи Hemimycena, однак їхня відмінна особливість — наявність амілоїдних спор та маслянистої цистиди на шапинках, ламелах і ніжках.

## Поширення та середовище існування
Гриби роду Resinomycena розповсюджені у Північній Америці, Європі (включно з Великою Британією та Канарськими островами) та у Східній Азії (включно з Японією).

## Класифікація
Згідно з базою MycoBank до роду Resinomycena відносять 11 офіційно визнаних видів:
- Resinomycena acadiensis
- Resinomycena brunnescens
- Resinomycena fulgens
- Resinomycena japonica
- Resinomycena kalalochensis
- Resinomycena mirabilis
- Resinomycena montana
- Resinomycena petarensis
- Resinomycena pyrenaica
- Resinomycena rhododendri
- Resinomycena saccharifera

## Галерея

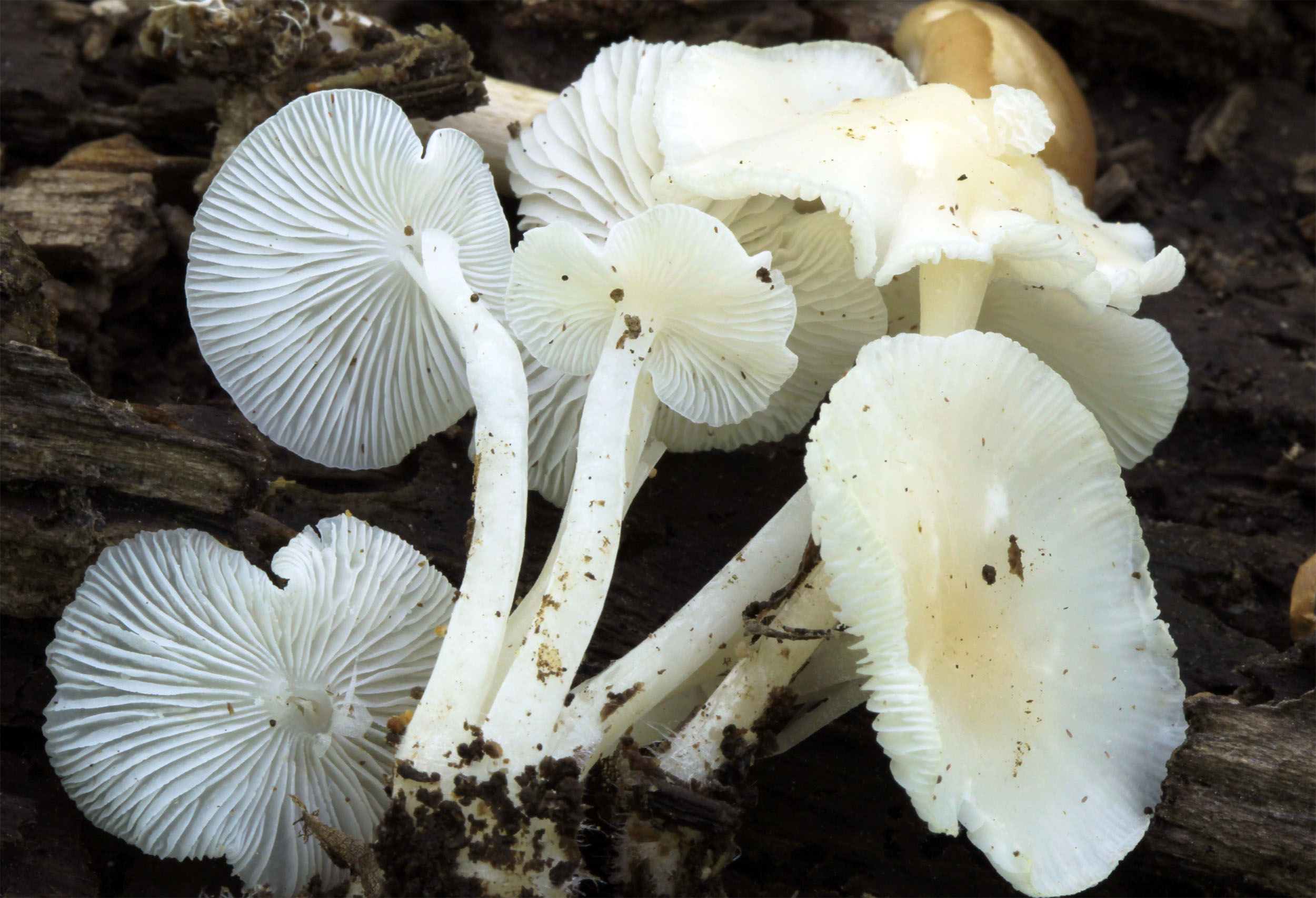
Hemimycena cucullata